# お船祭り (須々岐水神社)

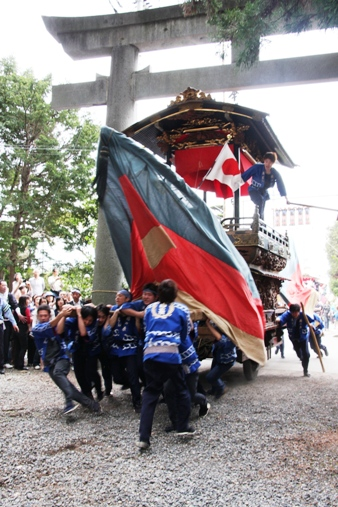
鳥居を勢い良く潜るお船

お船祭り（おふねまつり）は、長野県松本市里山辺の須々岐水（すすきがわ）神社にて、毎年5月5日（御柱祭（干支でいう卯、酉）の年には4日）に行われる祭事のこと。

## 概要
山辺の里に田植えの始まりを告げ、秋の豊作を祈願する伝統行事であるが、須々岐水神社の祭神は海神ではなく、江戸時代になってから見様見真似で始まったものである。
9つの町会（薄町、湯の原、新井、下金井、荒町、西荒町、上金井、藤井、兎川寺）がそれぞれ1台の「お船」（山車）を所有している（「お船」は1986年（昭和61年）8月25日に県宝に指定されている）。お船には重量感があるため、お船の動きやそれを担ぐ青年の勇ましい姿に注目が集まる。なお、前日に町会内を回る町会もある。

## 信仰の対象
山辺には薄川という川があり、昔から信仰の対象とされてきた。「お船祭り」は薄川からもたらされる恩恵を各町会に運ぶとされている。
「日本後紀」延暦18年12月甲戌条に、高句麗から渡来した信濃国人卦婁真老（外従六位下）は「須々岐」の姓を与えられたとある。このとき与えられた姓は現在、「須々岐水神社」の名で残っており、この「須々岐水」は「薄川」からきていると考えられている。また「薄町」という町会名が山辺にはあり、これも薄川から由来していると考えられる。

## 「お船」について

### 構造

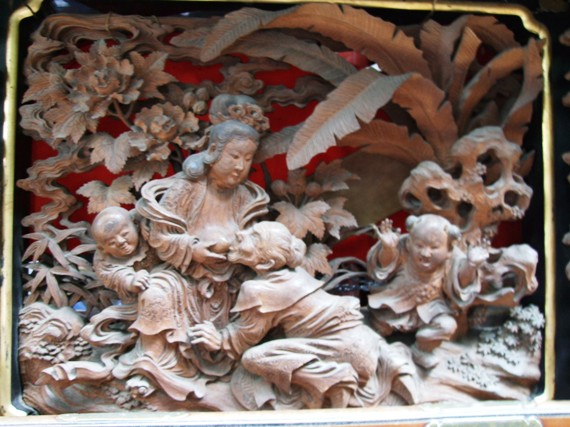
二十四孝（唐婦人の授乳）

本体の高さ約5m、横幅約2.82m、奥行き約4.44m（町会ごとに多少異なる）だが、お祭のときは左右に一本の担ぎ棒をつけ、幕を張りめぐらして船の形に似せ、引きながら揺らすのでもっと大きく見える。車輪は一対だけである。屋台の形式は、二階は四方吹放で、一階の壁面や持送などの部分に多くの彫刻をつける。また軸部の塗装や飾金具に技巧を凝らしている。また屋根（せり）が上下するお船もある。このような形式をした山車は全国的に見ても大変珍しい。

### 要目
船順に説明を行う。

#### 薄町
- 連名：宮元 or 片葉社

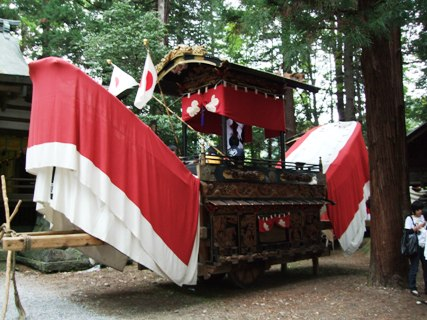
薄町のお船

- 作者：立川和四郎富重、立川専四郎富種とその娘の松代（湘蘭）
- 建造：江戸末期
- 彫刻：鐡拐仙人、唐獅子、日本武尊、粟穂に鶉、蝦蟇仙人、東方朔 など
- 幕の色：赤と白
- 特徴：湯の原と同様に彫刻が多い。当初二階には源頼朝の人形を飾る予定があったが、未完に終わった。

#### 湯の原
- 連名：白糸連

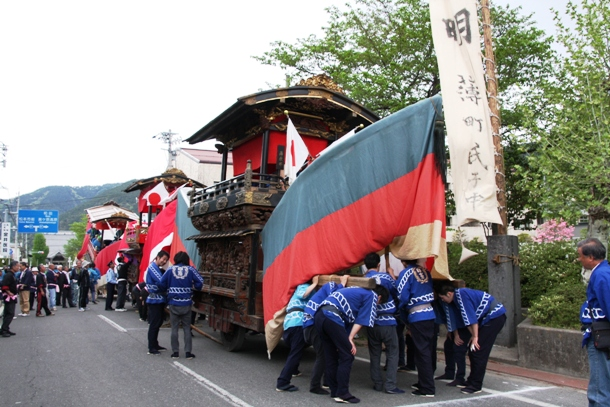
湯の原のお船（せり上げ前）

- 作者：立川和四郎富重、立川専四郎富種（琢斎）
- 建造：安政二年に着手し、同四年に完成。
- 総工費：七三六両三分と銭一〇八文
- 彫刻：二十四孝（唐婦人の授乳、楊香と虎、郯子と狩人、大舜と像）、粟穂と鶉、獅子、龍 など
- 幕の色：上から青竹色、赤、黄緑の三色
- 特徴：屋根はせり上げ式。彫刻の数が多く、粟穂に鶉、二十四孝、親子獅子等を題材とする。軸部は黒漆塗と溜塗で、二階は漆箔の鏡天井。緑色の金物は京都の錺師・躰阿弥作左衛門（たいあみさくざえもん）の作で、竜と雲をあらわす。また、このお船を引く、湯の原町会の青年は元気が良いことで知られており、このお祭の中心的存在になっている。

#### 新井
- 連名：若草連
- 作者：不明
- 建造：江戸後期

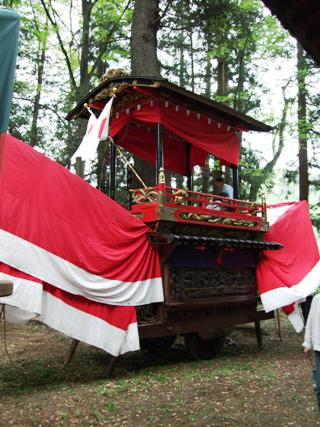
新井のお船

- 彫刻：唐獅子、七賢人、馬師皇、龍、水流に鯉、水流に亀 など
- 幕の色：赤と白
- その他：板彫りの彫刻で立川流とは技法が異なる。また屋根はせり上げ式である。

#### 下金井
- 連名：かねこ連
- 作者：不明
- 補作：立川富種の弟子・原田蒼渓
- 建造：安政四年（1857年）

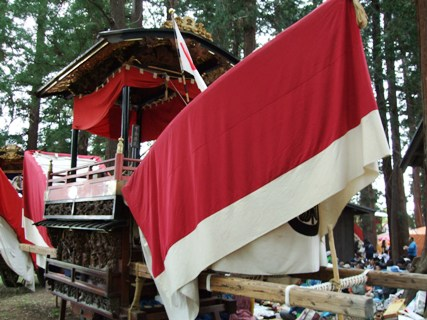
下金井のお船

- 彫刻：源義家、常盤御前、新田義貞、五條の橋の牛若丸と弁慶、粟穂に鶉、竹に虎など
- 幕の色：赤と白
- 特徴：金箔の雲天井（二階の軒天井に雲の彫刻をつけ、内部が漆箔の鏡天井）、手毬獅子（天井）、高士園遊（下段）は建造当時の彫刻

#### 荒町
- 連名：赤人連
- 作者：不明

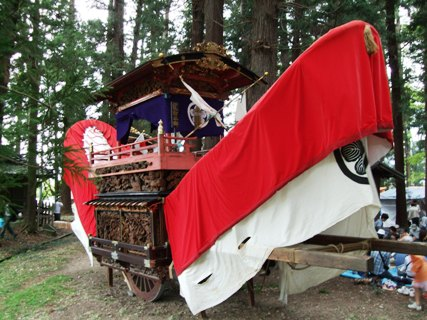
荒町のお船

- 補作：立川富種の弟子・清水東渓（立川東渓）　東渓の子・清水湧水（大正15年）
- 建造：明治初期か？
- 彫刻：石橋山の合戦、源頼朝、力神、鳳凰、雷神、風神 など
- 幕の色：赤と白
- その他：屋根はせり上げ式。明和四年（1767年）に建造されたという話もあるが、信用できる書物がないため不明。ほとんどの彫刻は東渓によって彫られている。2階に飾られている紫の龍のラシヤ幕は文政十二年（1829年）に製縫されている。また、明治二年（1869年）には英国より赤のラシヤ幕を購入し、お船に飾り付けをしている。

#### 西荒町

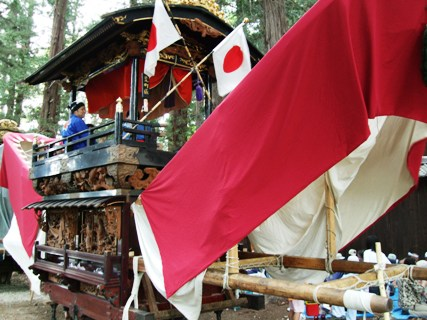
西荒町のお船

- 連名：かやの連
- 作者：清水湧水
- 建造：大正11年
- 彫刻：国生物語、かまどの煙、龍、花鳥 など
- 幕の色：赤と白
- その他：屋根はせり上げ式。

#### 上金井
- 連名：圓上連
- 作者：不明
- 補作：立川東渓（明治中期）
- 建造：天保六年（1835年）前

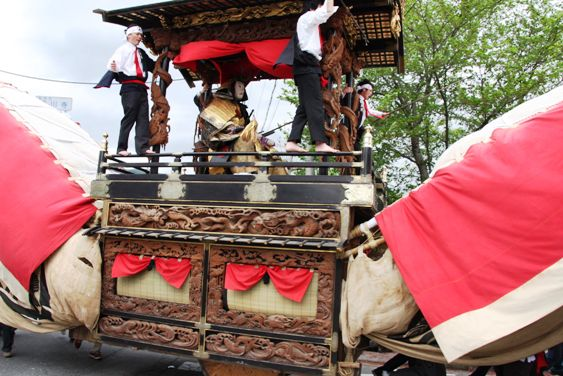
上金井のお船

- 彫刻：上り龍、下り龍、水流と鯉、波と亀 など
- 幕の色：赤と白
- 特徴：9つの町会の中で唯一二階に人形を飾る。その人形は源義経である。せりの柱についている上り龍と下り竜の彫刻は目を見張るものがある。公式の記録上一番古いお船と思われる。

#### 藤井
- 連名：朝日連
- 作者：立川富保
- 建造：江戸末期

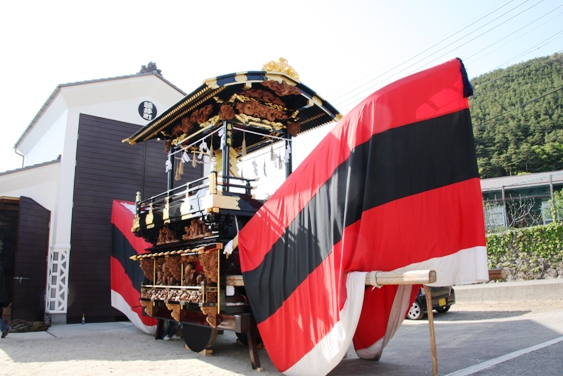
藤井のお船

- 彫刻：布袋とお唐子、毘沙門天と弁財天、林和靖、仙人 など
- 幕の色：上から赤、黒、赤、白
- その他：屋根はせり上げ式。平成19～20年にかけて、大掛かりな修理を行った。

#### 兎川寺
- 連名：都連
- 作者：立川流 不明

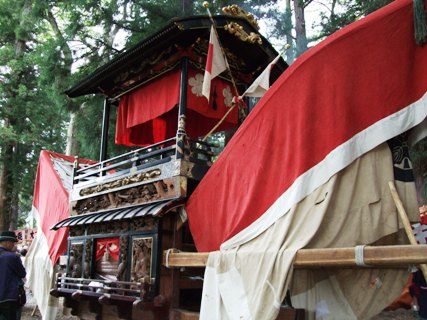
兎川寺のお船

- 補作：立川東渓の次男・清水島太郎（昭和三年）
- 建造：天保頃か？
- 彫刻：楠木公、村上義光、宝尽し、盧敖、ねずみと大根 など
- 幕の色：赤と白
- その他：令和5～6年にかけて、大掛かりな修理を行った。

## 問題点
- 多くの「お船」が作られてから100年以上たっているため、彫刻がひび割れたり折れたりしているほか、車輪が傾くなどお船の損傷が全体的に激しくなっている。しかし、修理には多額の費用がかかり、各々の町会でその費用を工面することが出来ないため修理を行えない状況にある。
- 2000年代、「お船」に部外者が乗り込み暴力行為を行い、祭りの進行を妨害する事例が発生し始めた。2014年、祭りの実行委員会は暴力団排除決議を行い、あらかじめ指定した者以外は乗舟を認めないルールを徹底することとなった[1]。